# Cheb Sahraoui
Muhammad Sahrāwī (محمد صحراوي, DMG Muḥammad Ṣaḥrāwī), bekannter unter seinem Künstlernamen asch-Schāb Sahrāwī (الشاب صحراوي, DMG aš-Šāb Ṣaḥrāwī, „Der junge Mann Sahrawi/aus der Wüste“) beziehungsweise Cheb Sahraoui (französisch, sprich sch-; geboren als Mohammed Sahraoui in Tlemcen), ist ein algerischer Raï-Musiker.

## Leben
Sahraoui gilt als begabter Pianist und hat vier Jahre auf dem Konservatorium in Oran studiert. Ende der 1970er Jahre traf er seine spätere Ehefrau, Chaba Fadela, mit der er die nächsten 20 Jahre auch zusammenarbeitete. Anfangs trat das Duo nur auf Hochzeiten und ähnlichen privaten Feierlichkeiten auf. Mit ihrem ersten gemeinsamen Veröffentlichung N’sel Fik von 1983 – produziert von Rachid Baba Ahmed – erwarben sie sich auch im Westen zunehmende Reputation, die sich unter anderem 1993 in einer Zusammenarbeit mit Bill Laswell für das Album Walli und erfolgreichen internationalen Tourneen niederschlug. N’sel Fik wurde in die Wire-Liste The Wire’s „100 Records That Set the World on Fire (While No One Was Listening)“ aufgenommen.
Ende der 1990er Jahre zerbrach die Ehe und auch die künstlerische Zusammenarbeit. Seither arbeitet Sahraoui wieder allein.
| Personendaten    | Personendaten                    |
| ---------------- | -------------------------------- |
| NAME             | Sahraoui, Cheb                   |
| ALTERNATIVNAMEN  | Sahraoui, Mohammed (Geburtsname) |
| KURZBESCHREIBUNG | algerischer Raï-Musiker          |
| GEBURTSDATUM     | 20. Jahrhundert                  |
| GEBURTSORT       | Tlemcen                          |